# 예루살렘의 알렉산드로스
예루살렘의 알렉산드로스(그리스어 : Αλέξανδρος, ? - 251년)는 동방 정교회, 오리엔트 정교회, 로마 가톨릭 교회에서 순교자이자 성인으로 추앙받는 3세기 예루살렘의 주교이다. 알렉산드로스는 데키우스 황제의 박해기간 동안에 순교했다.

## 생애
알렉산드로스는 원래 카파도키아 출신으로 카파도키아의 첫 번째 주교가 되었다. 알렉산드로스는 로마 황제 세베루스 알렉산데르 시대에 그의 신앙 때문에 투옥되었다. 석방된 후 그는 예루살렘에 왔다. 그는 나이가 많은 예루살렘의 주교인 나르키소스와 함께 부관으로 일하게 되었다. 그곳에서 나이 든 나르키소스 주교는 알렉산드로스에게 남아 그 관구의 정부를 돕도록 설득했다.
평신도임에도 불구하고 오리게네스가 교회에서 설교할 수 있도록 허락한 사람은 알렉산드로스였다. 이 양보를 위해 그는 책임를 졌지만 당시  다른 곳에서 꽤 어리지만 오리겐 자신에게도 주어진 동일한 종류의 다른 허가의 예를 들어 자신을 변호했다. 알반 버틀러는 그들이 알렉산드리아의 위대한 기독교 학교에서 함께 공부했다고 말한다. 알렉산드로스는 오리게네스를 성직자로 임명했다.
알렉산드로스는 예루살렘에 그가 기증한 도서관으로 찬사를 받았다. 그 당시 예루살렘이 하드리아누스 황제에 의해 재건된 이후 '아일리아 카피톨리나'라는 이름이 공식적으로 알려져 있었지만, 기독교 전통은 원래 이름을 계속 사용했다.
마침내, 알렉산드로스는 그의 나이에도 불구하고 다른 몇몇 주교들과 함께 죄수로 카이사레아에 끌려갔다. 역사가들은 "포로 생활 중에 그의 백발의 영광과 큰 거룩함이 그를 위하여 이중으로 명예의 표식을 형성했다"고 말한다. 250년 또는 251년에 데키우스 황제 치하에서 그는 로마인들에게 고문을 받고 팔레스타인 카이사레아 감옥에서 사망했다.

## 축일
알렉산드로스의 축일은 로마 가톨릭 교회에서 3월 18일에, 동방 정교회에서 5월 16/29일과 12월 12/25일에 지킨다.

## 저작
에우세비우스는 그가 안티노이테스에게 쓴 편지의 조각, 안티오케네스에게 쓴 편지의 조각, 오리게네스에게 쓴 편지의 조각, 그리고 가이사랴의 테옥티스투스와 함께 알렉산드리아의 데메트리오스에게 쓴 편지의 조각을 보존해 왔다.